# Gerhard Lange (Politiker)
Gerhard Lange (* 18. März 1911 in Leipzig; † 30. März 1983 ebenda) war ein deutscher Politiker  der Blockpartei CDU der DDR. Er war von 1961 bis 1976 Abgeordneter der Volkskammer der DDR.

## Leben
Lange, Sohn eines Bankangestellten, besuchte die Volks- und die Oberrealschule, absolvierte von 1929 bis 1931 eine Lehre als Bankkaufmann und arbeitete anschließend als Bankangestellter. Bei Ausbruch des Zweiten Weltkriegs 1939 wurde er zur Wehrmacht einberufen und musste Kriegsdienst leisten.
Nach dem Krieg wurde er im September 1945 Mitglied der CDU. Er folgte dem Ruf nach Neulehrern und legte 1948 die 1. und 1949 die 2. Lehrerprüfung ab. 1950 wurde er zum Direktor einer Grundschule berufen und 1951 zum stellvertretenden Schulrat ernannt. Nach den Staatsexamen als Fachlehrer für Physik und als Sonderschullehrer wurde er 1952 als Stadtschulinspektor in Leipzig eingesetzt. Von 1952 bis 1958 war er Abgeordneter des Bezirkstags Leipzig und Mitglied der Ständigen Kommission für Volksbildung. Ab Mai 1954 war er Vorsitzender des CDU-Stadtvorstandes Leipzig und von Oktober 1958 (9. Parteitag) bis Oktober 1964 (11. Parteitag) Mitglied des CDU-Hauptvorstandes (HV). Er wirkte als Vorsitzender des Arbeitskreises Pädagogik beim HV und war Beisitzer des Zentralen Untersuchungsausschusses des HV. Im Juni 1960 wurde er zum Studienrat ernannt.
Von 1958 bis 1961 war er Nachfolgekandidat der Volkskammer. Am 24. März 1961 wurde er auf der 16. Tagung der Volkskammer als neues Mitglied der Volkskammer aufgenommen (Nachfolger des in den Westen geflüchteten Otto Kalb). Von 1961 bis 1967 war er Stellvertreter des Vorsitzenden des Haushalts- und Finanzausschusses, von 1967 bis 1976  1. Stellvertreter des Vorsitzenden des Ausschusses für Volksbildung. 1966 wurde er Mitglied der Sektion Sonderpädagogik des Wissenschaftlichen Rates des Ministeriums für Volksbildung der DDR. Von 1966 bis 1978 war er Direktor der Oberschule für Körperbehinderte „Albert Schweitzer“ in Leipzig-Mitte.
Lange starb im Alter von 72 Jahren in Leipzig und wurde auf dem Ostfriedhof Leipzig bestattet.

## Auszeichnungen in der DDR
- Fünfmal Medaille für ausgezeichnete Leistungen
- 1955 Ehrennadel der Nationalen Front
- 1957 Pestalozzi-Medaille für treue Dienste
- 1954 Carl-Friedrich-Wilhelm-Wander-Medaille
- 1958 Vaterländischer Verdienstorden in Bronze und 1970 in Silber
- Otto-Nuschke-Ehrenzeichen in Silber und 1974 in Gold
- 1967 Ehrentitel Verdienter Lehrer des Volkes